# Vortex (album)
A Vortex a Collide 2004-ben megjelent kétlemezes remix-albuma. A feldolgozott számok az együttes Chasing the Ghost (2000) és Some Kind of Strange (2003) című albumaikról származnak.
A remixek mellett hallható még három új szám is, a The Lunantics Are Taking Over the Asylum, a Haunted When the Minutes Drag és a Feed me to the Lions.

## Az album dalai

### Első lemez – Vortex
1. Euphoria (Emirian Mix – Charlie Clouser)
2. Feed Me to the Lions
3. Slither Thing (Amish Rake Fight Mix – Mike Fisher)
4. Razor Sharp (Dull Mix – Wade Alin)
5. Like You Want to Believe (Antistatic Mix – Remko Vander Spek)
6. The Lunatics Have Taken Over the Assylum
7. Front Line Assembly – Predator (Final Mix – Collide)
8. Crushed (5AM Heavenly Mix – Dave Simpson)
9. Wings of Steel (Core Mix – Nils Schulte)
10. Halo (Sensory Gate Aura Mix – A. Pozzi/F. Corsini)
11. Inside (Shoe Gazing Mix – Kevin Kipnis)
12. Somewhere (Orchestral Mix – Mark Walk)
13. Frozen (Chill Mix – Statik)

### Második lemez – Xetrov
1. Haunted When the Minutes Drag
2. Tempted (Conjure One Mix – Rhys Fulber)
3. Crushed (Fragment Mix – Vincent Saletto)
4. Like You Want to Believe (Cylab Mix – Percy)
5. Crushed (Out of Control Mix – Jesse Maddox)
6. Wings of Steel (The Sound of Glass Mix – Aaron McDonald)
7. Inside (External Mix – Wade Alin)
8. Crushed (Now Forgotten Mix – Ian Ross)
9. Wings of Steel (hEADaCHE Mix – hEADaCHE)
10. Like You Want to Believe (Bondango's Twisted Acid Mix – Marty Ball)
11. Crushed (Scored Mix – Shane Terpening)
12. Wings of Steel (Astro Sensorium Mix – Oleg Skrynnik)
13. Euphoria (Tears Mix – J. Constantine és A. Ruggles)